# Modrová
Modrová (em húngaro: Nagymodró) é um município da Eslováquia, situado no distrito de Nové Mesto nad Váhom, na região de Trenčín. Tem 11,67 km² de área e sua população em 2018 foi estimada em 498 habitantes.

## Demografia
| Ano:        | 1994 | 2004   | 2014   | 2024   |
| ----------- | ---- | ------ | ------ | ------ |
| Broj ljudi: | 510  | 499    | 512    | 472    |
| Razlika:    |      | -2,15% | +2,60% | -7,81% |

| Ano:               | 2023 | 2024   |
| ------------------ | ---- | ------ |
| Número de pessoas: | 471  | 472    |
| Diferença:         |      | +0,21% |